# Могельдорф

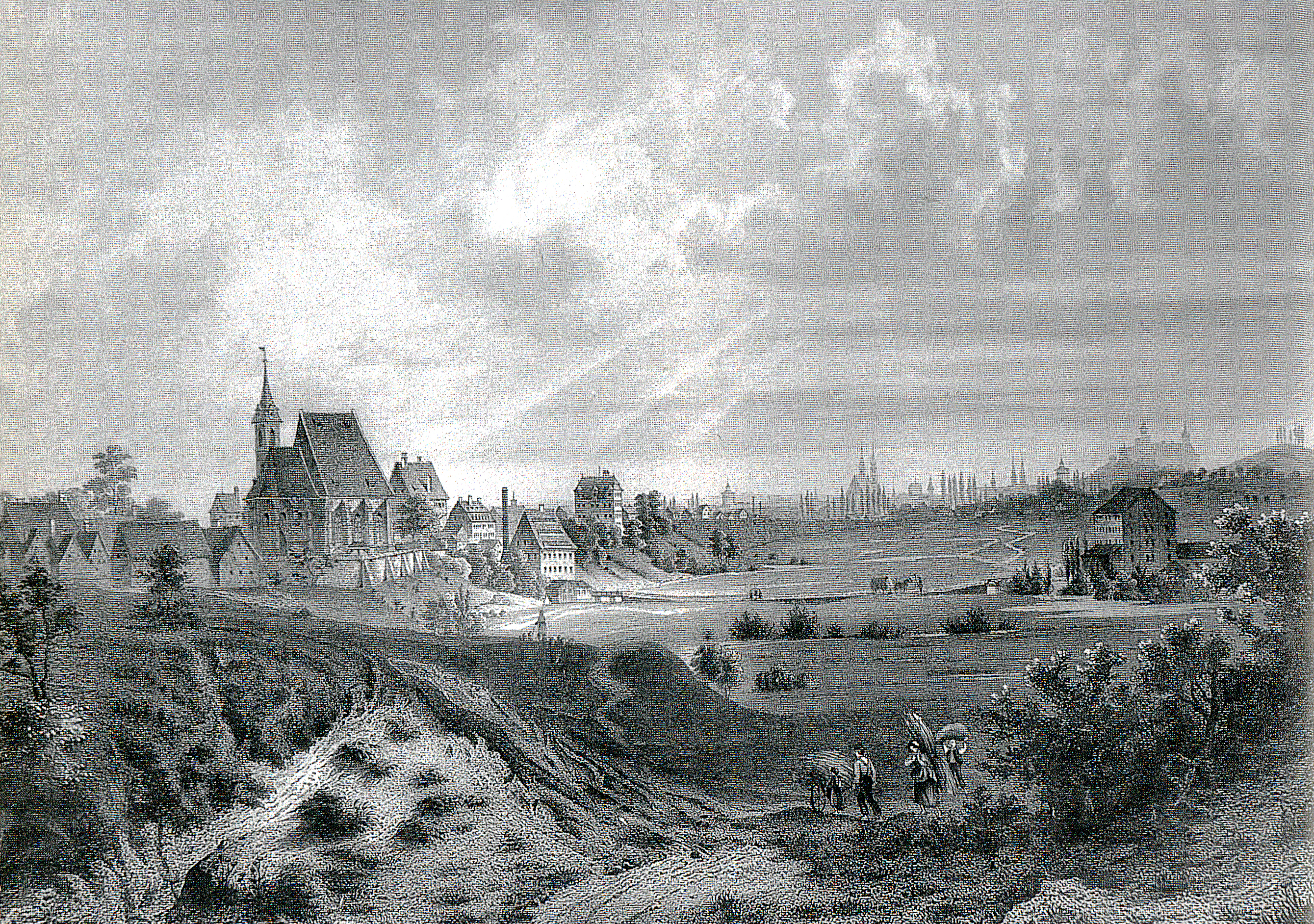
Могельдорф (Нюрнберг). Гравюра на стали L.Rochbock, G.Hess 1840

Могельдорф (нем. Mögeldorf) — название восточной части Нюрнберга, расположенной на левом берегу реки Пегниц, выделяющейся старинной церковью святых Николая и Ульриха, стоящей на горе Кирхберг. Церковь окружена каменной оградой, внутри которой расположено кладбище. К западу. от церкви находится замок Халлершлосс, а неподалёку два других замка. Этот комплекс построек относится к числу наиболее красивых исторических мест Нюрнберга.
Под горой расположено единственное сохранившееся в Нюрнберге здание водяной мельницы, на которой вначале мололи зерно, а затем использовали в деле приготовления писчей бумаги.
До сих пор население этого старейшего района города составляют в основном лица коренной национальности, проявляющие интерес к истории места своего проживания и его действительности. С этой целью они объединились в культурно-историческое общество (нем. Bürger- und Geschichtsverein Mögeldorf e.V.Его члены принимают участие не только в изучении истории места, но и обсуждении многообразных проблем общественной жизни.

## История
Поселение здесь возникло здесь в 8-9 веках и состояло из одного двора с постройками и было известно под франконским именем «Meglio» затем изменившемся на «Megelendorf» Впервые поселение с названием Mögeldorf упомянуто в годы правления императора Конрада Второго в 1025 году, как хозяйственный двор при путевой станции. Затем здесь был возведён замок Халлершлосс как резиденция королевского правителя

## Церковь
Первая капелла на этом месте предположительно была возведена в 13 веке. Сведения о церковной постройке здесь относятся к 1300—1315 годам. Эта капелла была освящена в честь Иоанна Крестителя и находилась под патронажем веркирхи в Раше около Альтдорфа. В 1400 году эта капелла совместно с церковью в Раше были подарены основанному в эти годы университету Гейдельберга.
При котором и числились до 1526 года, когда снова оказались под управлением Нюрнберга.
В 1400 году Могельдорф получил право иметь собственного священника, после чего началось строительство церкви. В 1415 было произведено освящение хора, и на Третий адвент в 1416 году и всей кирхи.

## Замки
Помимо замка Халлершлосс в старой части поселения расположены ещё два:
Линкшес шлосс(иначе Cnopfenschloss). Аннотация на здании гласит: впервые упомянуто, как строение в 1510 году. В 1517 здесь находится господский дом. В 1788 году замок принадлежит фамилии Кнопф. В 1880 году здание полностью перестроено и добавлен барочный эркер. С 1936 по 1974 год замком владел Каролус Линк. В 1977 году здание реставрировано.
Шмаузеншлосс.Аннотация на здании гласит: территория куплена в 1667 году пивоваром из Нюрнберга Георгсом Шмаусом. Затем здесь его дочь Сюзанна построила барочный замок с обширным парком. Позже владельцы замка сменялись, пока в 1918 здание не перешло во владение Нюрнберга.
|                        |  |             |  |               |  |              |
| Церковь и её окружение |  | Халлершлосс |  | Линкшес шлосс |  | Шмаузеншлосс |